# Coptostomabarbus wittei
Coptostomabarbus wittei är en fiskart som beskrevs av David och Poll, 1937. Coptostomabarbus wittei ingår i släktet Coptostomabarbus och familjen karpfiskar. IUCN kategoriserar arten globalt som livskraftig. Inga underarter finns listade i Catalogue of Life.